# Balkan (provincie)
Balkan is een provincie in Turkmenistan met een bevolking van 424.700. De provincie is vernoemd naar het zich daar bevindende Balkangebergte.

## Districten
Balkan is onderverdeeld in de volgende districten:
- Bereket
- Esenguly
- Etrek
- Magtymguly
- Serdar
- Türkmenbaşy = Krasnovodsk

Ahal · Balkan · Daşoguz · Lebap · Mary

Turkmenistan · provincies